# پی ماسومبوکو
پی ماسومبوکو (به انگلیسی: Pié Masumbuko) (زاده ۲۹ سپتامبر ۱۹۳۱) یک سیاستمدار اهل بوروندی است. وی از ۱۵ ژانویه تا ۲۶ ژانویه ۱۹۶۵ نخست‌وزیر موقت این کشور بود. او همچنین به انتقال تدارکات از بوروندی به شورشیان سیمبا در شرق جمهوری دموکراتیک کنگو کمک کرد و توافقنامه همکاری بین بوروندی و سازمان جهانی بهداشت (WHO) را امضا کرد.